# Suttree
Suttree è un romanzo semi-autobiografico di Cormac McCarthy, pubblicato nel 1979. "Forse l'opus magnum di McCarthy... con ogni probabilità il suo libro più esilarante e insopportabilmente triste": così Stanley Booth definisce Suttree. L'azione si svolge nel 1951 a Knoxville, Tennessee, lungo l'omonimo fiume che attraversa la città. Il narratore segue Cornelius Suttree che, disgustato da una vita di falsi privilegi, si è stabilito sulle rive del fiume Tennessee per vivere un'esistenza più semplice. Il romanzo ha una struttura frammentata, con molti flashback relativi alla famiglia e alla vita precedente. È stato paragonato all'Ulisse di James Joyce e a Vicolo Cannery di John Steinbeck. Il The New York Times Book Review lo ha definito una versione "dannata" de Le avventure di Huckleberry Finn di Mark Twain.

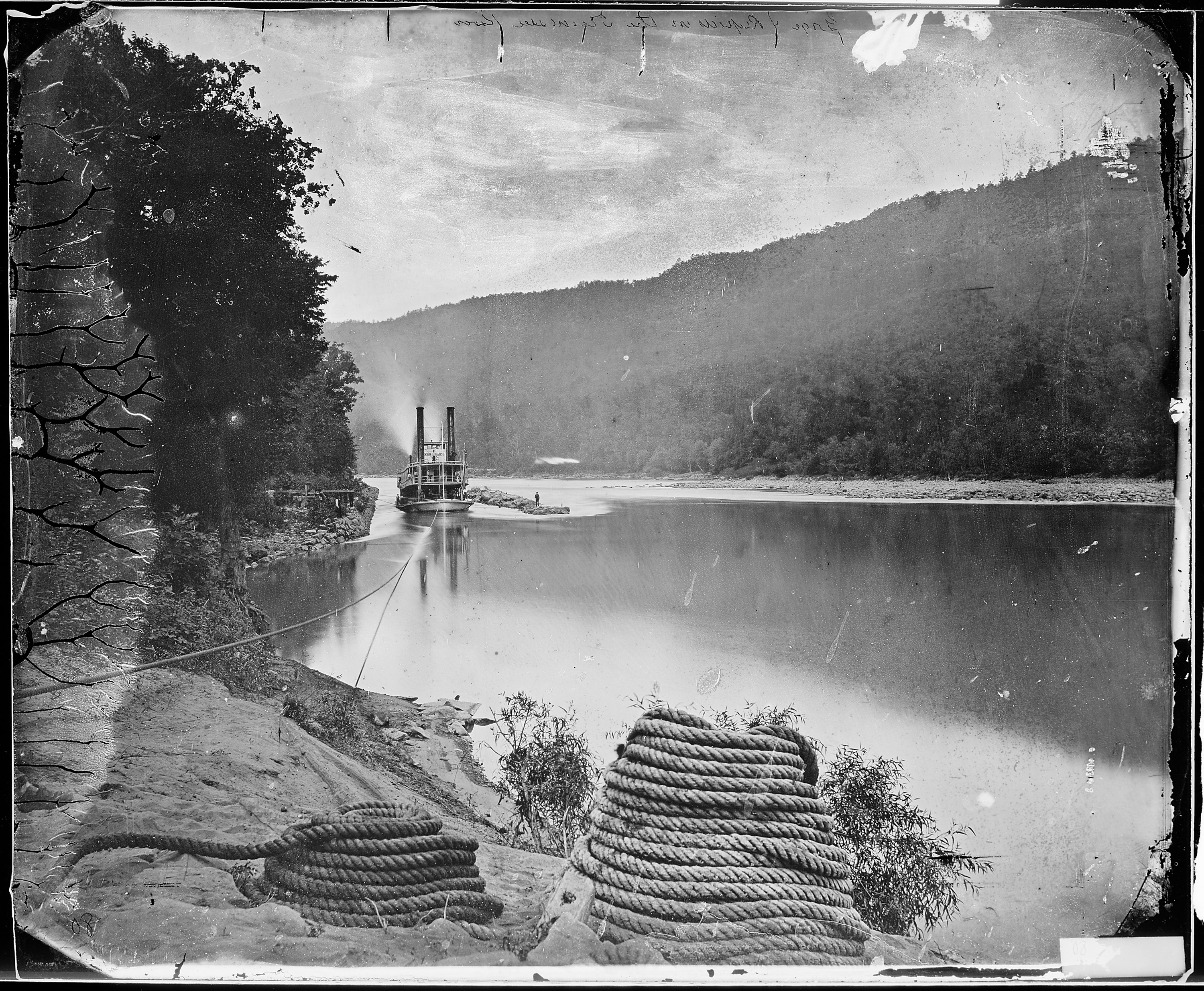
Il fiume Tennessee presso le rapide

## Contenuti
Il romanzo inizia con Suttree che osserva la polizia mentre recupera il corpo di un suicida dalle acque del fiume Tennessee. Il protagonista vive isolato in una casa galleggiante, piuttosto malconcia, ai margini della società. Per mantenersi ha una piccola barca con cui, sulle correnti del fiume, che ormai conosce come i nativi, pesca pesce gatto, che poi rivende al mercato di Knoxville. Ma Suttree non ha sempre fatto la vita dell'emarginato: era sposato, ha un figlio e una moglie che ha abbandonato, rifiutando una vita agiata che gli veniva garantita dalla ricca famiglia borghese da cui proviene. Intorno a lui si muovono i personaggi più disparati: nei meandri del fiume troviamo ladri, assassini, derelitti, fattucchiere, puttane, negri e poliziotti dell'America brutale dei primi anni cinquanta. Un mondo segnato dalla miseria, dall'alcool e dalla violenza. Suttree mette in scena la solitudine di un uomo che ha passato il confine, per arrivare in "Un mondo dentro il mondo. In queste lande straniere [...] che i giusti vedono passando dalle auto e dai treni, dove un'altra vita sogna"..
Gene Harrogate è stato inviato al campo di lavoro per essersi masturbato usando un cocomero di un contadino. (Harrogate viene chiamato il "fottimelone di mezzanotte.") Suttree cerca di aiutare Harrogate quando viene rilasciato dal campo di lavoro, ma questo compito si rivela impossibile, perché Harrogate peggiora continuamente la propria situazione: quando scopre che c'è una ricompensa per chi consegna i pipistrelli uccisi, decide di utilizzare carne avvelenata lanciandola con la fionda per sterminarli. Fa esplodere a casaccio candelotti di dinamite. Alla fine Suttree si ammala di febbre tifoide e soffre di allucinazioni. Ciò si verifica dopo che un suo amico nero rimane ucciso in uno scontro con la polizia e Harrogate viene arrestato per aver rapinato un negozio, a questo punto Suttree decide di lasciare la città, forse per sempre.

## Considerazioni
Knoxville e il Tennessee sono luoghi che McCarthy conosce bene, per avervi trascorso l'infanzia: la narrazione è spesso intricata come la vegetazione che infesta le rive del fiume. Il fraseggio è greve e intriso di spossatezza. Una maledizione incombe sui paesaggi e sugli esseri che li popolano. Suttree si muove sfruttando le correnti, attraversando secche e gorghi assassini. Segue la linea di minor resistenza, non riesce a evitare naufragi catastrofici ma riemerge sempre, perché, a differenza dei tanti derelitti avidi e violenti, ignoranti e disperati che popolano il ghetto di McAnally, ha una fede individuale e crede. "Credo che gli ultimi e i primi soffrano allo stesso modo perché non è solo nelle tenebre della notte che tutte le anime sono un'anima sola".

## La Critica
Lo scrittore Nelson Algren, ha affermato che il romanzo è "una memorabile commedia americana, inventata da un narratore originale". Il critico cinematografico Roger Ebert scrisse che, avendo letto tutti i romanzi di McCarthy, considerava Suttree il suo capolavoro.
"Forse l'opus magnum di McCarthy... con ogni probabilità il suo libro più esilarante e insopportabilmente triste": così Stanley Booth definisce Suttree.
Scrittori e critici letterari come Anatole Broyard,, Jerome Charyn,, Guy Davenport, e Shelby Foote si sono espressi molto favorevolmente, seguiti dal Times Literary Supplement che ha definito il romanzo come "un racconto Faulkneriano nella sua dolce ironia, con un fascino bizzarro che ricorda Flannery O'Connor".

## Citazioni
- "Un mondo dentro il mondo. In queste lande straniere [...] che i giusti vedono passando dalle auto e dai treni, dove un'altra vita sogna".[14].
- "Credo che gli ultimi e i primi soffrono allo stesso modo perché non è solo nelle tenebre della notte che tutte le anime sono un'anima sola"[6].

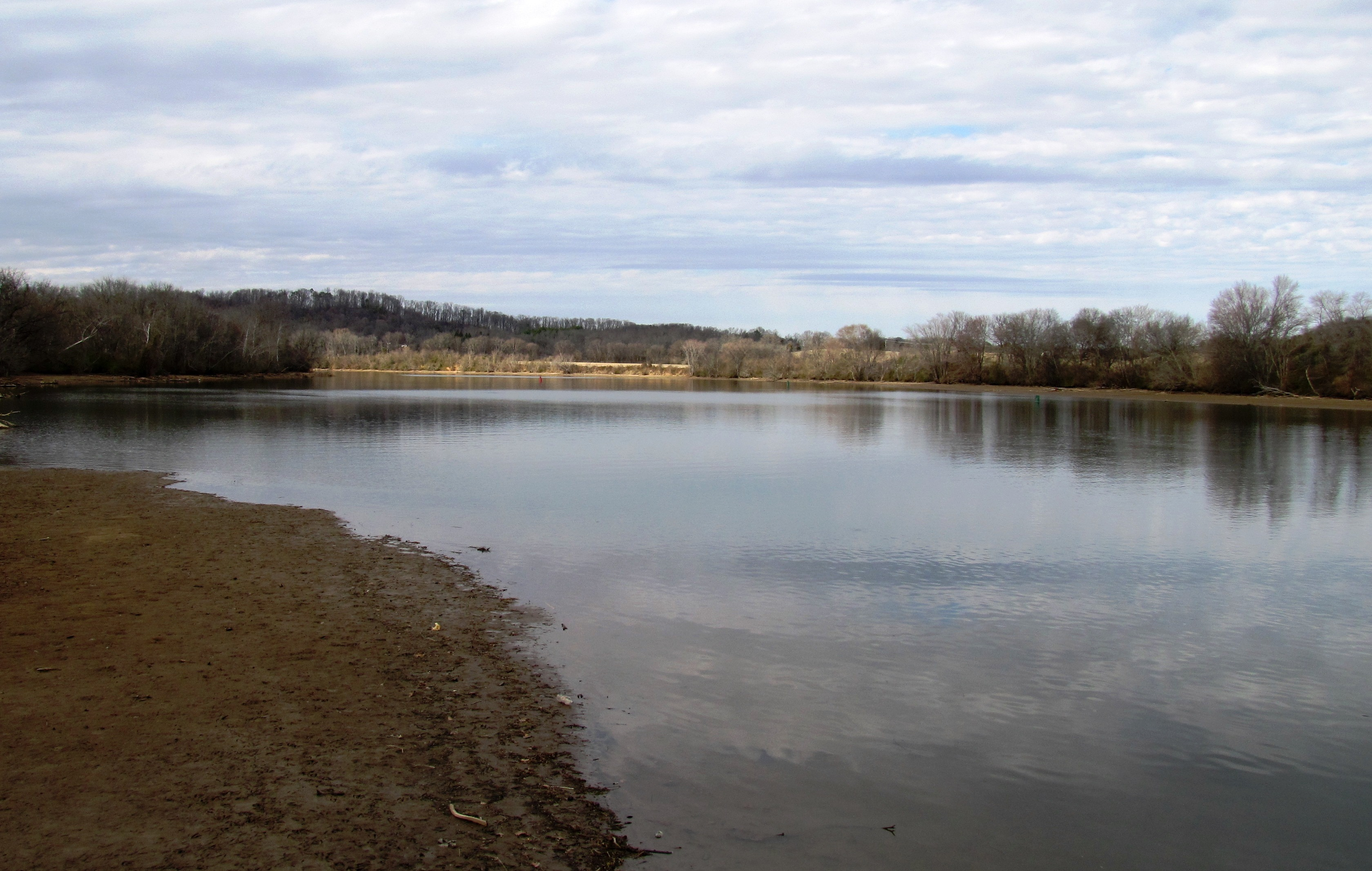
Il fiume Tennessee al 651º miglio

## Edizioni
- Cormac McCarthy, Suttree, traduzione di Maurizia Balmelli, Einaudi, 2009,  p. 560, ISBN 978-88-06-14440-1.